# Matadepera

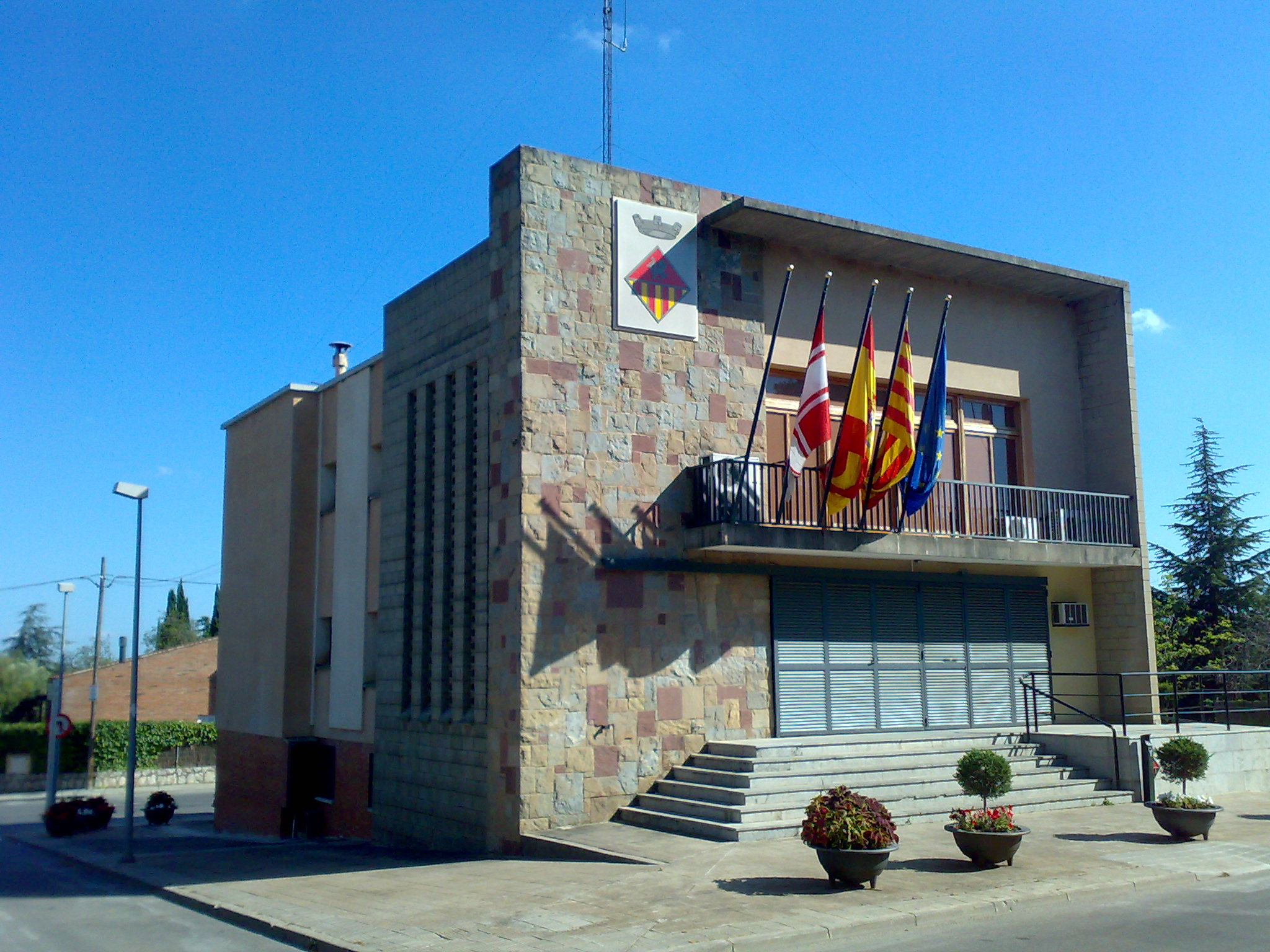
Das Rathaus von Matadepera

Matadepera ist eine katalanische Stadt in der Provinz Barcelona im Nordosten Spaniens. Sie liegt in der Comarca Vallès Occidental.

## Lage
Matadepera liegt etwa 3 km nördlich von Terrassa am linken Ufer des Flüsschens Riera de les Arenes am Fuße des Bergzugs Sant Llorenç del Munt mit La Mola (1.095m) als höchster Erhebung.

## Wirtschaft
Ein großer Teil der Gemarkung (rund 2.000 ha) ist von Wald bedeckt. Auf den übrigen landwirtschaftlichen Flächen wird überwiegend Getreide, Oliven und Wein angebaut. In geringen Umfang gibt es auch Viehzucht.
Industrielle Aktivitäten sind auf kleinere Betriebe im Nahrungsmittelbereich, der Holzverarbeitung und den Bau beschränkt.
Seit den 1960er Jahren gewinnt der Ort auch Bedeutung als Sommerfrische und es sind zahlreiche Ferienhäuser entstanden. Ein großer Teil der Einwohner arbeitet im 3 km südlich gelegenen Terrassa. Diese Nähe hat auch zur Folge, dass sich Matadepera allmählich zu einem „Anhang“ Terrassas entwickelt. Verschiedene Sportvereine aus Terrassa (beispielsweise Atlètic Terrassa) haben ihre Einrichtungen bereits in Matadepera.

## Kultur und Sehenswürdigkeiten
Die Pfarrkirche des Ortes ist Johannes dem Täufer (Sant Joan Baptista) geweiht.

## Gemeindepartnerschaften
- Mariapfarr (Österreich) seit 1984
- Lincoln (USA, Massachusetts) seit 1989

Die Partnerschaft mit dem Österreichischen Mariapfarr entstand aus der gemeinsamen Tradition der Umzugsriesen. Der Mariapfarrer Samson reiste 1982 zu einem Riesentreffen in Matadepera. Im Folgejahr kamen einige katalanische Riesen aus Matadepera nach Mariapfarr. Dies führte zur Gemeindepartnerschaft, die im Jahr 1984 in Matadepera gefeiert wurde. Es folgten viele weitere gegenseitige Besuche.

## Persönlichkeiten
- Berta Bonastre (* 1992), Hockeyspielerin